# هانسبيتر شيلد
هانسبيتر شيلد هو لاعب كرة قدم سويسري في مركز الوسط، ولد في 21 أبريل 1950 في سويسرا. لعب مع يانغ بويز.

## وصلات خارجية
- هانسبيتر شيلد على موقع الاتحاد الأوربي (الإنجليزية)
- هانسبيتر شيلد على موقع قاعدة بيانات كرة القدم.إي يو (الإنجليزية)
- هانسبيتر شيلد على موقع ناشيونال فوتبول تيمز (الإنجليزية)
- هانسبيتر شيلد على موقع Soccerway.com (الإنجليزية)